# Kohlflössel
Das Kohlflössel, auch Kohlflüßchen bzw. Kohlflüssel genannt, ist ein linksseitiger Zufluss des Waltersdorfer Dorfbaches mit einer Länge von knapp zwei Kilometer in der Gemeinde Großschönau des ostsächsischen Landkreises Görlitz.

## Beschreibung
Der Bach entspringt östlich des zwischen dem Weberberg (711 m n.m.) und dem Dreiecker (673 m) gelegenen Gebirgspasses Schwarzes Tor im Zittauer Gebirge. Auf dem Oberlauf fließt das Kohlflössel mit starkem Gefälle nach Osten. Er hat auf diesem Abschnitt den Charakter eines Gebirgsbaches mit blockreichem Bachgrund und zurückgedrängtem Pflanzenwuchs. Sein Mittellauf führt am nördlichen Fuß der Lausche (793 m) durch die Eisgasse nach der Neuen Sorge; im Norden erheben sich der Ottoberg (520 m) und die Sängerhöhe (497 m). Auf seinem Unterlauf nimmt der Bach nordöstliche Richtung. Das Kohlflössel mündet gegenüber dem Aussichtspunkt Schiffnerbank am Butterberg (510 m) in Neuwaltersdorf in den Waltersdorfer Dorfbach.
Entlang des Kohlflössels führte früher ein alter Passweg von Waltersdorf durch die Eisgasse über den Bergsattel Schwarzes Tor nach dem Kohlhaugrund in Böhmen.